# يان كوخانوفسكي
كان يان كوخانوفسكي (1530- 22 أغسطس 1584) شاعرًا من عصر النهضة البولندي كتب باللاتينية والبولندية وأسس أنماطًا شعرية صارت لاحقًا أساسية في اللغة الأدبية البولندية. لُقب بأعظم شاعر بولندي قبل آدم ميتسكيفيتش (والأخير كاتب رومانسي بارز) وأحد أشد الشعراء السلافيين تأثيرًا قبل القرن التاسع عشر.
سافر كوخانوفسكي في شبابه إلى إيطاليا، حيث درس في جامعة بادوفا، وإلى فرنسا. عاد في 1559 إلى بولندا، حيث تعرف على شخصيات سياسية ودينية بارزة بما فيهم يان تارنوفسكي وبيوتر ميشكوفسكي (والذي خدمه لفترة وجيزة بصفة خادم) وأفراد من آل رادجيفي النافذة.
من نحو عام 1563، شغل كوخانوفسكي منصب وزير الملك زغمونت الثاني أغسطس. رافق الملك في عدة مناسبات مهمة، بما في ذلك سيم عام 1569 (الذي عُقد في لوبلين)، والذي أحدث اتحاد لوبلين وأسس رسميًا في آخر الأمر الكومنولث البولندي الليتواني. في 1564، عُين قيمًا على كاتدرائية بوزنان. بحلول منتصف سبعينيات القرن السادس عشر، كانت قد تقاعد تقريبًا وقطن في عزبته في تشارنولاس، حيث توفي في 1584 بسبب نوبة قلبية على الأغلب.
كان كوخانوفسكي كاتبًا غزير الانتاج طيلة حياته. تتضمن أعماله التي تُعد أعمدة المرجعية الأدبية البولندية تريني (المرثيات) الصادرة عام 1580، وهي سلسلة من تسع عشرة أنشودة رثاء (مرثاة) كتبها في وفاة ابنته أُرسولا، وتراجيديا إقالة المبعوثين اليونانيين، والتي استلهمها من هوميروس، وفراشكي كوخانوفسكي (حكم) وهي مجموعة من 294 قصيدة قصيرة كُتبت في ستينيات القرن السادس عشر وسبعينياته، ونُشرت في ثلاثة مجلدات عام 1584. كانت إحدى مساهماته الأسلوبية الرئيسة تكييف ونشر أشكال الشعر باللغة البولندية.

## حياته

### نشأته (من بداية ثلاثينيات القرن السادس عشر إلى خمسينياته)
تفاصيل حياة يان كوخانوفسكي قليلة ومصدرها الأولي كتاباته الخاصة. وُلد في 1530 في سيسينا، بالقرب من رادوم في مملكة بولندا، لعائلة بولندية نبيلة تنتمي إلى نبالة كوروين. كان والده بيوتر كوخانوفسكي قاضيًا في منطقة سدمارة، ووالدته آنا بياواتشوفسكا من عائلة أودروفوج. كان ليان أحد عشر شقيقًا هو الثاني بينهم، وكان الأخ الأكبر لأندجيه كوخانوفسكي وميكوواي كوخانوفسكي، الذين صار كلاهما شاعرًا ومترجمًا.
لا يُعرف إلا القليل عن تعليم كوخانوفسكي الأول. في الرابعة عشرة، عام 1544، أُرسل إلى أكاديمية كراكوف. لاحقًا، نحو عام 1551- 1552، ارتاد جامعة كونيغسبرغ في دوقية بروسيا (وهي إقطاعة تابع لتاج مملكة بولندا)، ثم جامعة بادوفا في إيطاليا من عام 1552 حتى نهاية الخمسينيات. في بادوفا، درس كوخانوفسكي فقه اللغة الكلاسيكية، واتصل بالباحث الإنساني فرانشيسكو روبورتيلو. في خلال «سنواته في بادوفا»، سافر ذهابًا وإيابًا بين إيطاليا وبولندا مرتين عالأقل، وعاد إلى بولندا ليؤمن تمويلًا ويحضر جنازة والدته. اختتم كوخانوفسكي دراساته وأسفاره التي استمرت خمس عشرة سنة بزيارة إلى فرنسا، حيث زار مارسيليا وباريس والتقى الشاعر بيير دي رونسار. اقتُرح أن أحد رفاق سفره في تلك الفترة كان كارل فون أوتنهوف، الذي صار لاحقًا باحثًا فلمنكيًا وشاعرًا.

### حياته المهنية والبلاط الملكي (1559- حتى السبعينيات)
في 1559، عاد كوخانوفسكي عودة أخيرة إلى بولندا، حيث نشط بصفة إنساني وشاعر نهضوي. أمضى الأعوام الخمسة عشر التالية في حاشية البلاط، على الرغم من أنه لا يُعرف إلا القليل عن سنواته الأولى من عودته إلى بولندا. الفترة التي تغطي الأعوام 1559- 1562 غير موثقة جيدًا. يمكن الافتراض أن الشاعر أسس اتصالات أوثق مع بلاط يان تارنوفسكي، وحاكم كراكوف، وآل رادجيفي. في منتصف عام 1563، صار يان في خدمة نائب مستشار التاج والأسقف بيوتر ميشكوفسكي، والذي تلقى يان بفضله لقب السكرتير الملكي. لا توجد تفاصيل فيما يخص الواجبات التي أداها يان في البلاط الملكي. في السابع من فبراير 1564، قُبل كوخانوفسكي في منصب وكيل كاتدرائية بوزنان، والتي هجرها ميشكوفسكي.
في نحو 1562- 1563 كان من حاشية الأسقف فيليب بادنيفسكي والحاكم المحلي يان فيرليه. منذ نهاية 1563 أو بداية 1564، انتسب إلى البلاط الملكي للملك زغمونت الثاني أغسطس، وشغل منصب سكرتير ملكي. تلقى في خلال ذلك الوقت نفقتين (دخلين من الأبرشيتين). رافق الملك في 1567 في خلال إحدى فقرات الحرب الليتوانية الموسوكوفية، وهي نفسها جزء من الحرب الليفونية: وكانت عرض قوة قرب راداشكوفيتشي. في 1569، كان حاضرًا في سيم 1569 في لوبلين، والذي أحدث اتحاد لوبلين وأسس الكومنولث الليتواني البولندي.

### نهاية حياته وتشارنولاس (1571- 1584)
من عام 1571 فصاعدًا، بدأ كوخانوفسكي بقضاء المزيد من الوقت في عزبة للعائلة بقرية تشارنولاس الواقعة بالقرب من دبلن. في 1574، عقب رحيل ملك بولندا المُنتخب حديثًا هنري الثالث (والذي كان كوخانوفسكي من داعمي ترشحه للعرش البولندي)، استقر كوخانوفسكي استقرارًا دائمًا في تشارنولاس ليعيش حياة ملّاك ريفي. تزوج في 1575 من دوروتا بودلودوفسكا (ابنة نائب سيم ستانيسلاف لوبا بودلودوفسكي)، والتي أنجب منها سبعة أطفال. في تشارنولاس، عقب وفاة ابنته أرسولا، ما أثر عليه تأثيرًا عميقًا، كتب أحد أبرز أعماله، تريني (المرثيات).
في 1576، كان كوخانوفسكي مبعوثًا ملكيًا إلى سيميك (مجلس محلي) في أوباتوف. وعلى الرغم من إلحاح المقربين منه، بما فيهم النبيل البولندي ورجل الدولة يان زامويسكي، قرر ألا يتخذ دورًا فاعلًا في الحياة السياسية للبلاط. وعلى الرغم من ذلك، ظل كوخانوفسكي نشطًا اجتماعيًا على مستوى محلي وكان يزور بانتظام سدمارة عاصمة حكمه المحلي. في التاسع من أكتوبر 1579، وقع ملك بولندا ودوق ليتوانيا الأكبر ستيفان باتوري في فيلنيوس على ترشيح كوخانوفسكي ليكون حامل لواء سدمارة.